# Zespół leśniczówki w Płocicznie-Tartak

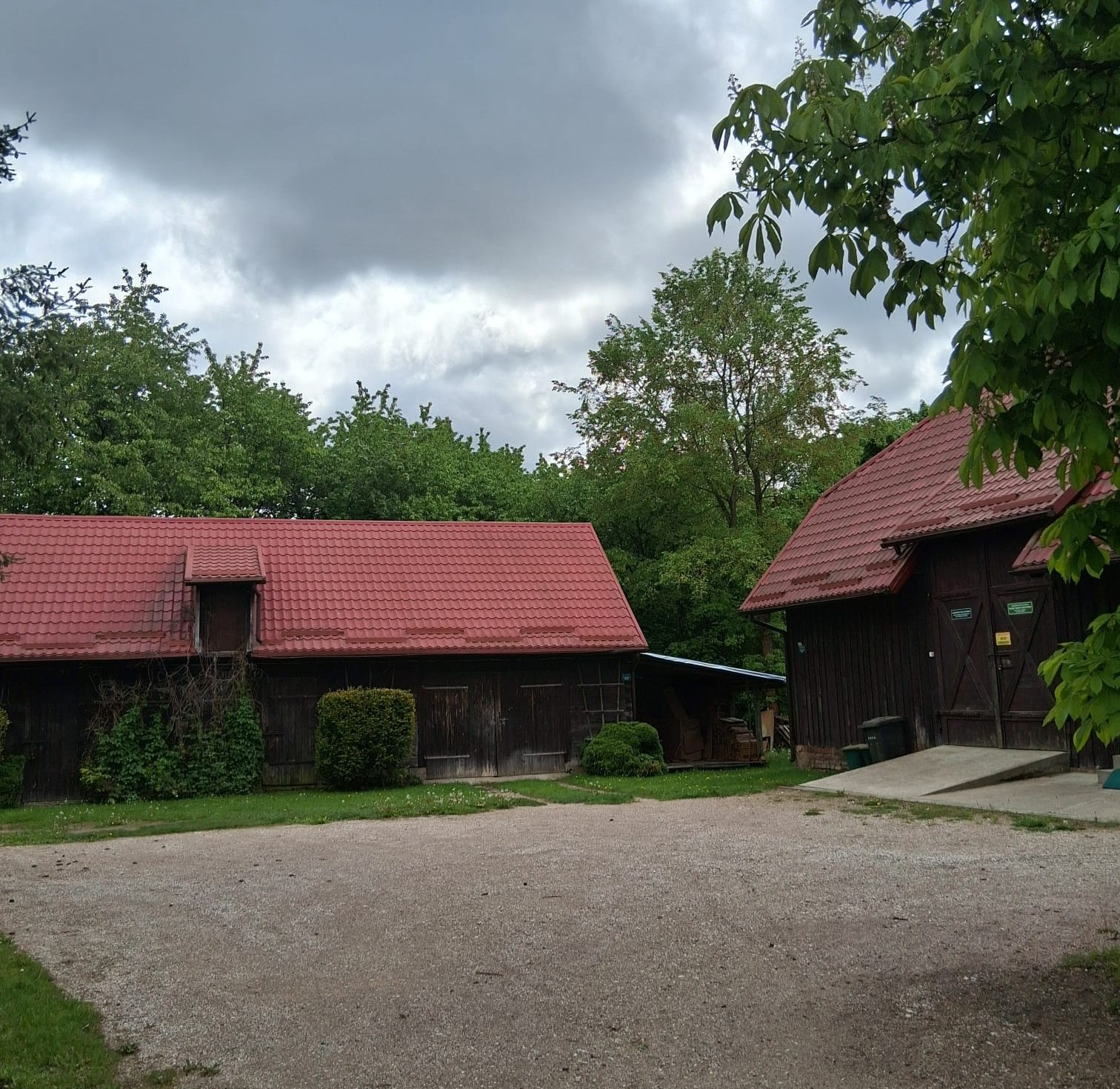
Budynki gospodarcze.

Zespół leśniczówki w Płocicznie-Tartak – zespół drewnianych budynków wybudowanych ok. 1934 r. w Płocicznie-Tartak, w powiecie suwalskim, w województwie podlaskim, wpisany do gminnej ewidencji zabytków gminy Suwałki. W jego skład wchodzą: leśniczówka, magazyn oraz budynek gospodarczy.

## Historia
Istniejącą obecnie leśniczówkę wybudowano ok. 1934 r. w miejscu po poprzedniej leśniczówce, rozebranej w 1932 r. Przed wybuchem II wojny światowej była zamieszkana przez dwóch leśniczych: Dziurdzikowskiego i (od 1937 r.) Dolińskiego. W okresie II wojny światowej zamieszkana była przez ludność niemiecką. W okresie powojennym działała pod zarządem Lasów Państwowych. W 2000 r. dokonano rewitalizacji budynku.